# 화암

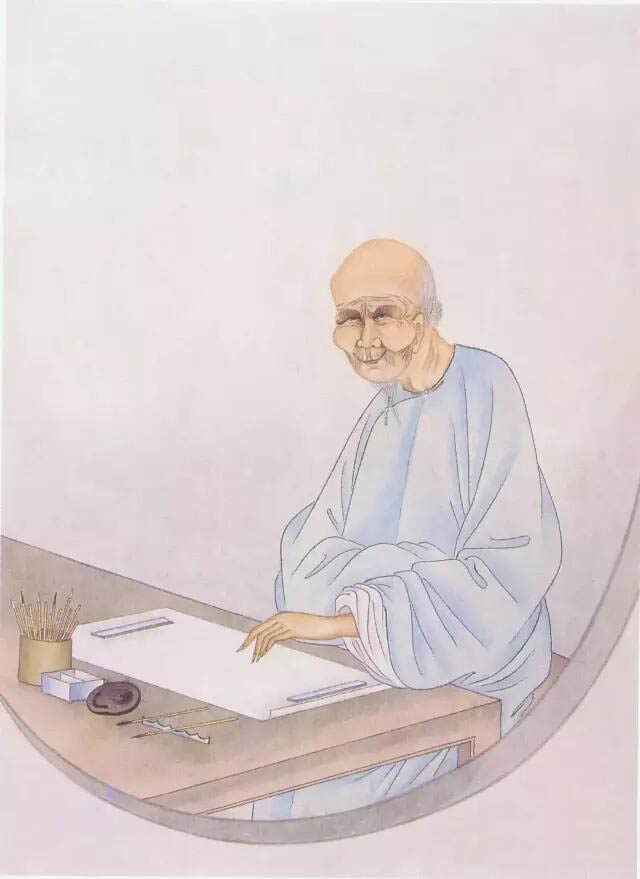

화암(華嵒, 1682~1756)은 양주화파의 청나라 화가이다. 복건성 임정 출신이며, 호는 신라산인(新羅山人)이다.
18세기 중엽 양주(楊洲)지방에서 활약한 양주팔괴 가운데 가장 다재다능한 화가로 화조명모화는 당대에 상당히 높이 상찬되었으나 산수화에서는 주목을 끌지 못했다. 기술적인 세련성을 외면한 채 회화를 여기로서 여기며 끝까지 정신적 영역으로 고수했다. 남송화첩들에서 보여지는 서정성을 선보이면서 이미 알려진 주제들을 경쾌하게 표현하면서 양식상으로는 매우 상이하게 표현했다. 화암의 작품으로는 특히 질병을 물리치는 귀신에 얽힌 이야기를 풀어낸 <종규도출유도>가 유명하며, 산수화는 생략된 소폭의 화첩양식의 작품이 남아 있다. 전해지는 작품으로는 <종류출유도> <소년상연도>등이 있다.

## 같이 보기
- 양주팔괴